# ماچیکو کیو
ماچیکو کیو (ژاپنی: 京 マチ子 Kyō Machiko؛ زاده ۲۵ مارس ۱۹۲۴ - درگذشته ۱۲ مه ۲۰۱۹) هنرپیشه اهل ژاپن بود. او بیشتر با بازی در دو فیلم راشومون و اوگتسو مونوگاتاری شناخته می‌شود.

## درگذشت
ماچیکو کیو ستاره زن فیلم‌های کارگردانان افسانه‌ای سینمای ژاپن مانند آکیرا کوروساوا، تینوسوکه کینوگاسا، کنجی میزوگوچی، کن ایچیکاوا و یاسوجیرو اوزو روز یکشنبه ۱۲ مه ۲۰۱۹ در بیمارستانی در توکیو در سن ۹۵ سالگی از دنیا رفت.

## فیلم‌شناسی
- راشومون (۱۹۵۰)
- اوگتسو مونوگاتاری (۱۹۵۳)
- دروازه جهنم (۱۹۵۳)
- پرنسس یانگ کوی فی (۱۹۵۵)
- خیابان شرم (۱۹۵۶)
- ۴۷ رونین وفادار (۱۹۵۸)
- علف‌های شناور (۱۹۵۹)